# Kamille Abongo
Kamille Abongo de son vrai nom Abongo Ombouda Severin Rodrigue, est un chanteur camerounais de World Folk et Afro-Soul, né le 5 novembre 1991.

## Biographie

### Enfance et débuts
2004, Kamille Abongo débute dans les chorales classiques, latines, gospels à Nkometou, Zoétélé et Ebolowa, ensuite vient les groupes de rap et de musiques urbaines à Yaoundé en 2008.
Il s'installe définitivement dans la ville de Douala en 2015, tout en poursuivant ses études, et décroche un BTS en entrepreneuriat agropastoral, un DQP (Diplôme de Qualification Professionnel) en comptabilité informatisée et fiscalité, ainsi qu'une licence en géographie économique.

### Carrière
En 2008, Kamille Abongo fait ses premiers pas dans le monde professionnel et intègre son premier cabaret, le parallèle club de Mballa II à Yaoundé.
En 2013 il se fait remarquer en remportant un prix au concours des chansonniers du festival universitaire des arts et de la culture (UNIFAC) avec le club de musique YUM de l'université de Yaoundé I, ce qui lui ouvre les portes du monde du show biz, en tant que choriste professionnel des artistes de renom.
Sa carrière solo est définitivement lancée avec la sortie du clip de sa reprise du titre Un jour dans ma vie de la chanteuse Charlotte Dipanda en Décembre 2019. Il fait une autre reprise dans le premier trimestre de l’année 2020, pour rendre un hommage l’artiste Tom Yom's, en reprenant son titre Pona pona, dans un style afropop Makossa, en collaboration avec l'artiste Hervé Nguebo.
En 2020 il fait la première partie du chanteur cysoul à l'institut français du Cameroun à Douala. En 2021, il donne un concert totalement live.

## Discographie

### Albums
- 2023 : Akól Doûlú Mpēpē[6]

### Singles
- 2014 : Sēmē Mana
- 2019 : Un jour dans ma vie
- 2020 : Pona Pona Remix
- 2022 : Si Yama
- 2023: Mam Iding

## Pris et récompenses
- 2013 : prix au concours des chansonniers du Festival Universitaire des Arts et de la Culture (UNIFAC)